# Acrothamnus colensoi
Acrothamnus colensoi är en ljungväxtart som först beskrevs av Joseph Dalton Hooker, och fick sitt nu gällande namn av Christopher John Quinn. Acrothamnus colensoi ingår i släktet Acrothamnus och familjen ljungväxter. Inga underarter finns listade i Catalogue of Life.

## Bildgalleri

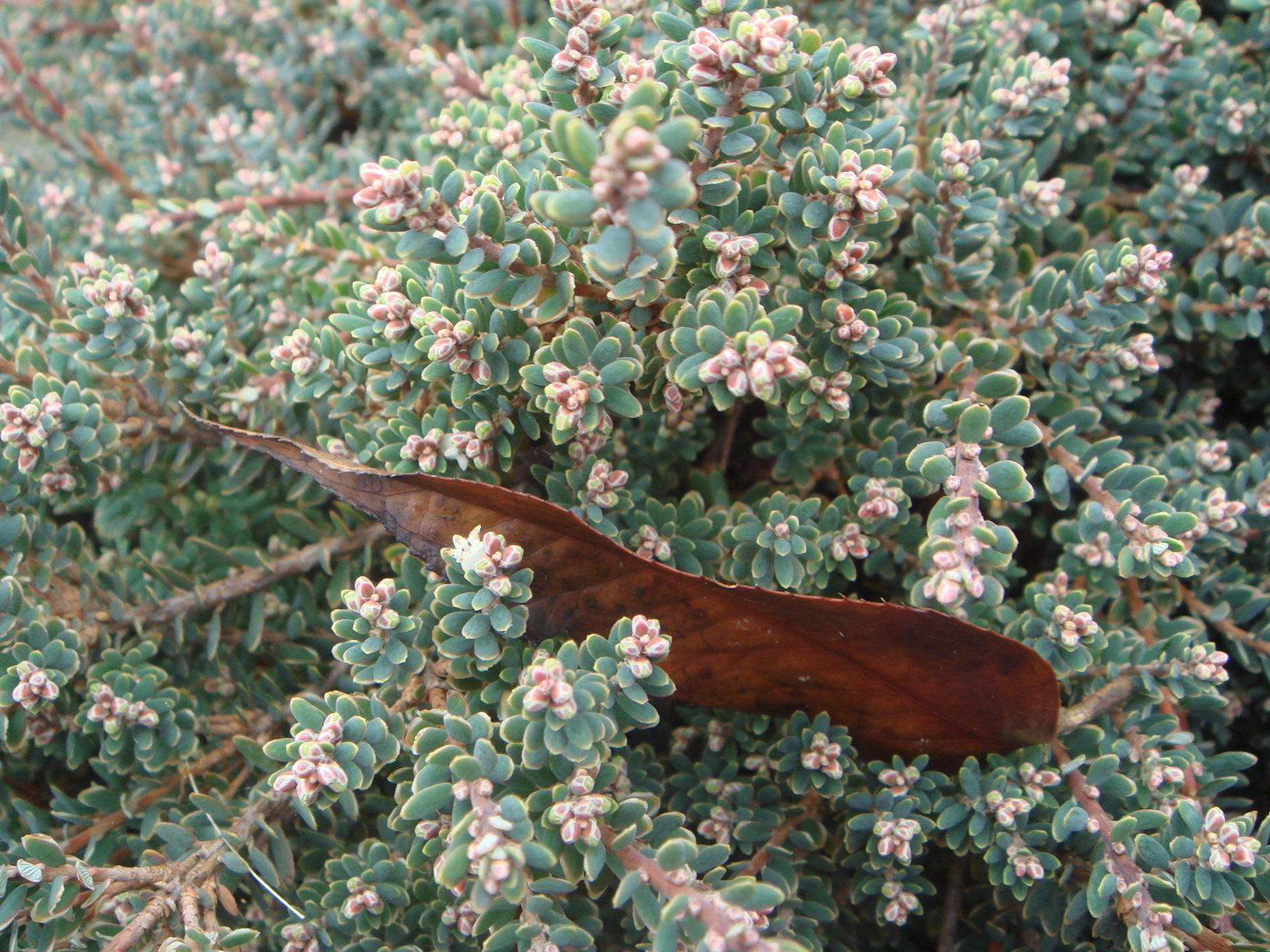